# لوس آندس (نارینیو)
لوس آندس (انگلیسی: Los Andes, Nariño) نام شهری در کشور کلمبیا است.